# France Borštnik
France Borštnik, slovenski družbenopolitični delavec in gospodarstvenik, * 25. november 1921, Velika Ligojna, † (?)

## Življenje in delo
Izučil se je za kovinostrugarja in ob delu 1963 diplomiral na ljubljanski Visoki politični šoli. Od 1941 je sodeloval v narodnoosvobodilni borbi. Po koncu vojne je delal zlasti v sindikatih in bil med drugim tajnik Republiškega sveta Zveze sindikatov Slovenije (1958-66). V letih 1966−1984 je bil generalni direktor ljubljanskega podjetja Avtomontaža. V tej vlogi je vzpostavil kooperacijo pri proizvodnji karoserij avtobusov in specialnih vozil na različnih šasijah s TAM in še zlasti z nemškimi firmami. Avtomontaža je dosegla četrtinski do tretjinski delež na jugoslovanskih trgih, uveljavila pa se je tudi v tujini. Leta 1982 je prejel Kraigherjevo nagrado.